# Augusto Farfus
Augusto Celestino Farfus dos Santos Jr., född 3 september 1983 i Curitiba, är en brasiliansk professionell racerförare och fabriksförare för BMW Motorsport i bland annat DTM och WEC.

## Racingkarriär
| År                                               | Klass/Mästerskap                  | Team                          | Bil                     | Totalt/poäng | Bästa placering                 |
| ------------------------------------------------ | --------------------------------- | ----------------------------- | ----------------------- | ------------ | ------------------------------- |
| 2000                                             | Formula Renault 2000 Italia       | Cram Competition              | ?                       | 10:a/46p     | 1:a                             |
| 2000                                             | Formula Renault 2000 Eurocup      | ?                             | ?                       | 21:a/10p     | ?                               |
| 2001                                             | Formula Renault 2000 Eurocup      | RC Motorsport                 | Tatuus FR2000 (Renault) | 1:a/160p     | Fyra segrar                     |
| 2001                                             | Formula Renault 2000 Italia       | RC Motorsport                 | Tatuus FR2000 (Renault) | 9:a/50p      | ?                               |
| 2002                                             | Euro Formula 3000                 | Draco Junior Team             | Lola T99/50 - Zytek     | 9:a/8p       | 3:a                             |
| 2003                                             | Euro Formula 3000                 | Draco Junior Team             | Lola T99/50 - Zytek     | 1:a/60p      | Fyra segrar                     |
| 2004                                             | European Touring Car Championship | Autodelta                     | Alfa Romeo 156          | 6:a/54p      | ?                               |
| 2005                                             | World Touring Car Championship    | Autodelta                     | Alfa Romeo 156          | 4:a/64p      | 1:a i Macau (Race 1)            |
| 2006                                             | World Touring Car Championship    | N.Technology                  | Alfa Romeo 156          | 3:a/64p      | Tre segrar                      |
| 2007                                             | World Touring Car Championship    | BMW Team Germany              | BMW 320si               | 4:a/71p      | Tre segrar                      |
| 2007                                             | Formel 1 - Testförare             | BMW Sauber F1 Team            | BMW Sauber F1.07        | -            | -                               |
| 2008                                             | World Touring Car Championship    | BMW Team Germany              | BMW 320si               | 6:a/63p      | Två segrar                      |
| 2008                                             | Nürburgring 24-timmars            | Motorsport Arena Oschersleben | BMW 320d                | 1:a          | 1:a                             |
| 2009                                             | World Touring Car Championship    | BMW Team Germany              | BMW 320si               | 3:a/113p     | Sex segrar                      |
| 2010                                             | World Touring Car Championship    | BMW Team RBM                  | BMW 320si               | 7:a/167p     | Tre andraplatser                |
| 2010                                             | Nürburgring 24-timmars - E1-XP2   | BMW Motorsport                | BMW M3 GT2              | 1:a          | 1:a                             |
| 2010                                             | Le Mans 24-timmars - LMGT2        | BMW Motorsport                | BMW M3                  | 6:a          | 6:a                             |
| 2010                                             | Le Mans Series - LMGT2            | BMW Team Schnitzer            | BMW M3                  | 18:e/11p     | 4:a i Spa 1000 km               |
| 2010                                             | VLN Langstreckenmeisterschaft     | ?                             | ?                       | 305:a/22,08p | ?                               |
| 2011                                             | American Le Mans Series - GT      | BMW Motorsport                | BMW M3 GT2              | 11:a/52p     | ?                               |
| 2011                                             | Le Mans Series - LM GTE Pro       | BMW Motorsport                | BMW M3 GT2              | -/0p         | ?                               |
| 2011                                             | V8 Supercars                      | Garry Rogers Motorsport       | Holden VE Commodore     | 66:a/132p    | 8:a i Surfers Paradise (Race 1) |
| 2011                                             | Nürburgring 24-timmars - E1-XP2   | BMW Motorsport                | BMW M3 GT               | 1:a          | 1:a                             |
| 2011                                             | Le Mans 24-timmars - GTE Pro      | BMW Motorsport                | BMW M3 GT               | Bröt         | Bröt                            |
| Senast uppdaterad: 2012-01-01 (4750 dagar sedan) |                                   |                               |                         |              |                                 |